# Nowe Czaple (województwo lubuskie)
Nowe Czaple (do 1936 niem. Neu Tschöpeln, 1936–1945 Birkenstedt/Oberlausitz) – wieś w Polsce położona w województwie lubuskim, w powiecie żarskim, w gminie Trzebiel.
W latach 1975–1998 miejscowość położona była w województwie zielonogórskim.
Obecną nazwę wsi zatwierdzono administracyjnie 12 listopada 1946.